# Arrinera
Arrinera — польский производитель спортивных автомобилей, создавший первый польский суперкар модели Arrinera Hussarya. Штаб-квартира производителя расположена в Варшаве.

## История
В 2008 году в Варшаве братьями Лукашем и Мареком Томкевичами была основана компания «Arrinera Automotive SA».  
В 2011 компания продемонстрировала первый концепт суперкара, используя среднемоторную компоновку с задним приводом. 
В 2012 был показан второй прототип, названный Venocara, позже переименованный в Hussarya. 
В январе 2016 специально спроектированный для участия в GT3 Hussarya GT был показан на Autosport International в Бирмингеме. 
В апреле 2016 года бывший директор обратился в суд Великобритании с петицией о ликвидации компании из-за неоплаченных долгов. 25 июля 2018 года данный процесс был прекращён.  
В июне 2016 Hussarya GT стал первым польским автомобилем, принявшим участие в Фестивале скорости в Гудвуде. 
14 сентября 2022 года акционерное общество Arrinera SA было переименовано в Garin SA.  

## Деятельность
Разработкой суперкара занимался дизайнер Павло Буркатский. Когда разработки были окончены, в итоговой версии автомобиля «Arrinera Hussarya» было несколько изменений, которые отличались от первоначального концепта. В основном они касались силового агрегата: его объём стал 6,2 л при той же мощности 650 л. с., а крутящий момент равнялся 604 Ньютонам. Скорость 100 км/ч Arrinera Hussarya набирал за 3,2 сек., за 11 секунд автомобиль мог преодолеть расстояние в четверть километра, а максимальная скорость, которой автомобиль мог достичь, равнялась 340 км/ч.